# Campionati statunitensi di sci alpino 1960
I Campionati statunitensi di sci alpino 1960 si svolsero ad Alta dal 28 al 31 gennaio; furono assegnati i titoli di discesa libera, slalom gigante, slalom speciale e combinata, sia maschili sia femminili. Trattandosi di competizioni valide anche ai fini del punteggio FIS, vi parteciparono anche sciatori di altre federazioni, senza che questo consentisse loro di concorrere al titolo nazionale statunitense.

## Risultati

### Uomini

#### Discesa libera
| Pos. | Atleta           | Nazione     | Tempo  |
| ---- | ---------------- | ----------- | ------ |
| 1    | Oddvar Rønnestad | Norvegia    | 1:44,8 |
| 2    | Jim Gaddis       | Stati Uniti | 1:47,3 |
| 3    | Alan Engen       | Stati Uniti | 1:48,8 |
| 4    | Alan Miller      | Stati Uniti | 1:49,3 |
| 5    | John Køltzow     | Norvegia    | 1:50,1 |
| 6    | Gary Vaughn      | Stati Uniti | 1:50,3 |
| 7    | Jean-Guy Brunet  | Canada      | 1:50,5 |
| 8    | Verne Anderson   | Canada      | 1:51,0 |
| 9    | John Platt       | Canada      | 1:51,1 |
| 10   | Donald Bruneski  | Canada      | 1:51,8 |

Data: 28 gennaio

#### Slalom gigante
| Pos. | Atleta           | Nazione     | Tempo  |
| ---- | ---------------- | ----------- | ------ |
| 1    | Chiharu Igaya    | Giappone    | 1:43,4 |
| 2    | Jimmy Heuga      | Stati Uniti | 1:44,7 |
| 3    | Gary Vaughn      | Stati Uniti | 1:45,9 |
| 4    | Alan Engen       | Stati Uniti | 1:46,9 |
| 5    | Oddvar Rønnestad | Norvegia    | 1:47,7 |
| 6    | Fred Tommy       | Canada      | 1:48,0 |
| 7    | Verne Anderson   | Canada      | 1:48,2 |
| 8    | Rod Hebron       | Canada      | 1:48,7 |
| 9    | Arnold Midgley   | Canada      | 1:48,8 |
| 10   | John Platt       | Canada      | 1:49,8 |

Data: 30 gennaio

#### Slalom speciale
| Pos. | Atleta           | Nazione     | Tempo  |
| ---- | ---------------- | ----------- | ------ |
| 1    | Jimmy Heuga      | Stati Uniti | 1:32,0 |
| 2    | Chiharu Igaya    | Giappone    | 1:34,3 |
| 3    | Oddvar Rønnestad | Norvegia    | 1:35,1 |
| 4    | Verne Anderson   | Canada      | 1:35,7 |
| 5    | Fred Tommy       | Canada      | 1:36,8 |
| 6    | Kenny Lloyd      | Stati Uniti | 1:38,1 |
| 7    | Donald Bruneski  | Canada      | 1:38,4 |
| 8    | John Platt       | Canada      | 1:38,8 |
| 9    | Alan Engen       | Stati Uniti | 1:41,7 |
| 10   | John Thorpe      | Stati Uniti | 1:42,5 |

Data: 31 gennaio

#### Combinata
| Pos. | Atleta           | Nazione     | Punti |
| ---- | ---------------- | ----------- | ----- |
| 1    | Oddvar Rønnestad | Norvegia    | 5,63  |
| 2    | Alan Engen       | Stati Uniti | 16,53 |
| 3    | Verne Anderson   | Canada      | 17,69 |
| 4    | John Platt       | Canada      | 21,20 |
| 5    | Gary Vaughn      | Stati Uniti | 25,10 |
| 6    | Arnold Midgley   | Canada      | 31,54 |
| 7    | Jim Gaddis       | Stati Uniti | 36,34 |
| 8    | Shaun Fripp      | Canada      | 37,14 |
| 9    | Gray Reynolds    | Stati Uniti | 37,95 |
| 10   | Jean-Guy Brunet  | Canada      | 39,74 |

Data: 28-31 gennaio

Classifica stilata attraverso i piazzamenti ottenuti
in discesa libera, slalom gigante e slalom speciale

### Donne

#### Discesa libera
| Pos. | Atleta            | Nazione     | Tempo  |
| ---- | ----------------- | ----------- | ------ |
| 1    | Nancy Greene      | Canada      | 1:34,4 |
| 2    | Elizabeth Greene  | Canada      | 1:36,0 |
| 3    | Faye Pitt         | Canada      | 1:36,3 |
| 4    | Tammy Dix         | Stati Uniti | 1:36,6 |
| 4    | Pat Nora          | Canada      | 1:36,6 |
| 6    | Linda Crutchfield | Canada      | 1:37,2 |
| 7    | Janet Barret      | Stati Uniti | 1:42,7 |
| 8    | Ginger Edwards    | Canada      | 1:44,2 |
| 9    | Karen Sue Lowrie  | Stati Uniti | 1:45,3 |
| 10   | Betty Lou Sine    | Stati Uniti | 1:46,3 |

Data: 28 gennaio

#### Slalom gigante
| Pos. | Atleta            | Nazione     | Tempo   |
| ---- | ----------------- | ----------- | ------- |
| 1    | Anne Heggtveit    | Canada      | 1:30,09 |
| 2    | Elizabeth Greene  | Canada      | 1:32,6  |
| 3    | Margo Walters     | Stati Uniti | 1:33,1  |
| 4    | Nancy Greene      | Canada      | 1:35,8  |
| 5    | Tammy Dix         | Stati Uniti | 1:36,2  |
| 6    | Pat Nora          | Canada      | 1:36,4  |
| 7    | Janet Barret      | Stati Uniti | 1:37,0  |
| 8    | Faye Pitt         | Canada      | 1:37,2  |
| 9    | Linda Crutchfield | Canada      | 1:38,4  |
| 10   | Ginger Edwards    | Canada      | 1:41,4  |

Data: 30 gennaio

#### Slalom speciale
| Pos. | Atleta            | Nazione     | Tempo  |
| ---- | ----------------- | ----------- | ------ |
| 1    | Anne Heggtveit    | Canada      | 1:37,2 |
| 1    | Nancy Holland     | Canada      | 1:37,2 |
| 3    | Margo Walters     | Stati Uniti | 1:38,3 |
| 3    | Elizabeth Greene  | Canada      | 1:38,3 |
| 5    | Nancy Greene      | Canada      | 1:42,4 |
| 6    | Tammy Dix         | Stati Uniti | 1:44,2 |
| 7    | Faye Pitt         | Canada      | 1:45,8 |
| 8    | Linda Crutchfield | Canada      | 1:45,9 |
| 9    | Janet Barret      | Stati Uniti | 1:47,4 |
| 9    | Betty Lou Sine    | Stati Uniti | 1:47,4 |

Data: 31 gennaio

#### Combinata
| Pos. | Atleta            | Nazione     | Punti  |
| ---- | ----------------- | ----------- | ------ |
| 1    | Elizabeth Greene  | Canada      | 3,88   |
| 2    | Nancy Greene      | Canada      | 7,18   |
| 3    | Tammy Dix         | Stati Uniti | 11,54  |
| 4    | Faye Pitt         | Canada      | 13,17  |
| 5    | Linda Crutchfield | Canada      | 15,26  |
| 6    | Janet Barret      | Stati Uniti | 20,44  |
| 7    | Margo Walters     | Stati Uniti | 919,30 |

Data: 28-31 gennaio

Classifica stilata attraverso i piazzamenti ottenuti
in discesa libera, slalom gigante e slalom speciale